# Stagnace
Stagnace (z lat. stagnum, rybník, nádrž) znamená doslova zadržení vody, užívá se však především v přeneseném smyslu pro zastavení, ustrnutí, uváznutí nějakého děje nebo vývoje.
Nejčastější použití jsou:
- V ekonomii zastavení hospodářského růstu nebo jen některé z makroekonomických proměnných;
  - pokud je stagnace provázena ještě také inflací, mluví se o stagflaci.
- V historii, politologii a podobně znamená zastavení společenského vývoje a tím i zaostávání určité společnosti nebo civilizace.
  - např. sovětská Éra stagnace od poloviny 60. do poloviny 80. let 20. století
- V lékařství zastavení nebo ucpání, například mazových kanálků při akné a pod.